# Rádlo
Rádlo – gmina w Czechach, w powiecie Jablonec nad Nysą, w kraju libereckim.
1 stycznia 2017 gminę zamieszkiwało 868 osób, a ich średni wiek 39,2 roku.
W miejscowości jest przystanek kolejowy Rádlo.